# Motore W16

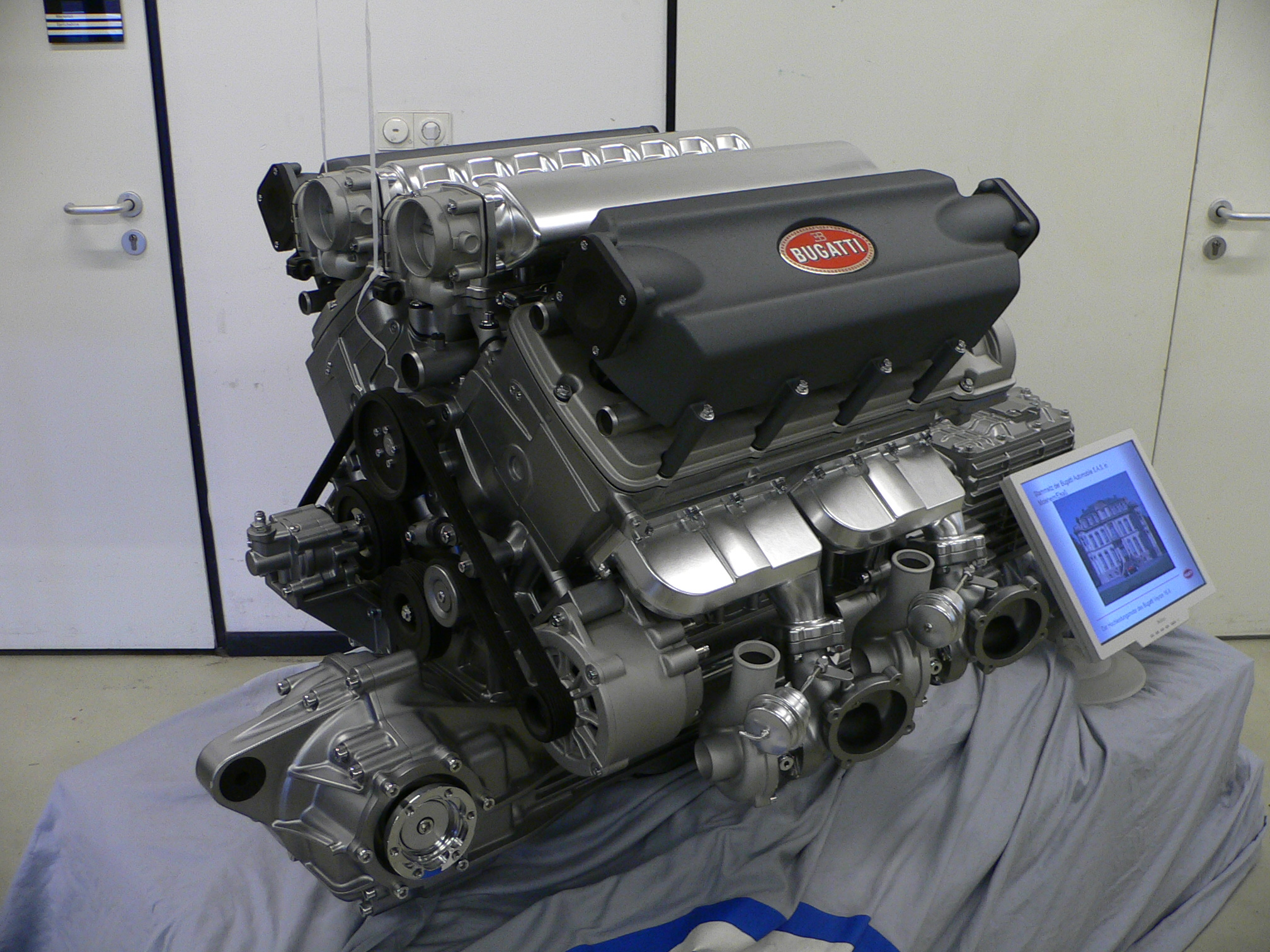
Un motore W16 da 8,0 litri quadri-turbo utilizzato per la Bugatti Veyron

Il motore W16 è un motore endotermico alternativo dotato di sedici cilindri disposti in quattro bancate con configurazione a W. Lo schema più comune per i motori W16 è costituito da due bancate a V da otto cilindri ciascuna sfalsate e accoppiate ad un singolo albero motore.
Il gruppo Volkswagen è l'unico produttore automobilistico che attualmente produce motori W16. Questi motori sono utilizzati soprattutto nella Bugatti Veyron e nella Bugatti Chiron. Anche la casa automobilistica francese Jimenez ha utilizzato un W16 da 4,1 litri prodotto a partire da quattro motori Yamaha nella Jimenez Novia, una supercar francese prodotta nel 1995. Il motore W16 Volkswagen è stato introdotto nel 1999 con la concept car a motore centrale Bentley Hunaudières (la Bentley Motors Limited è una holding del gruppo Volkswagen dal 1998). Questo W16 fu successivamente utilizzato nella concept car Audi Rosemeyer e nelle sopra citate Bugatti Veyron, Chiron e Divo.

## W16 Volkswagen
Il motore W16 del gruppo Volkswagen è una variante allungata del loro motore W12, che si basa sulla tecnologia del motore VR6. Nel W16, ogni lato è costituito da due bancate VR8 e l'angolo tra loro è stato aumentato a 90 gradi. Il piccolo angolo di ciascun gruppo di cilindri consente l'utilizzo di soli due alberi a camme per ciascuna coppia di bancate, quindi in totale ne sono necessari quattro. Per questo motivo, il motore è talvolta descritto come un WR16. Il motore W16 Volkswagen nella configurazione utilizzata per la Bugatti Veyron è un 16 cilindri a 64 valvole quadri-turbo con quattro valvole per cilindro. Il motore è lungo 710 mm e pesa circa 400 kg. La potenza massima erogata è di 987 CV (736 kW) a 6000 giri al minuto, con una coppia massima di 1250 Nm tra i 2200 e i 5500 giri/min. Alcuni organi di stampa automobilistici hanno anche riferito che il motore W16 è stato preso in considerazione per altri prodotti del gruppo Volkswagen, in particolare una Bentley. L'ordine di accensione dei cilindri è il seguente: 1-14-9-4-7-12-15-6-13-8-3-16-11-2-5-10. 

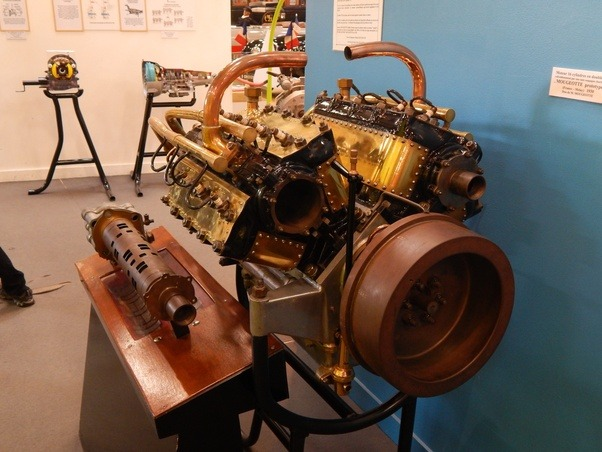
Un vecchio motore W16 con valvola rotante progettato nel 1916 dal francese Gaston Mougeotte

## W16 Jimenez
Il motore W16 da 4,1 litri usato sulla Jimenez Novia del 1995 ebbe un progetto molto diverso dal W16 progettato da Volkswagen. Il motore è stato realizzato combinando quattro motori Yamaha FZR1000 a 4 cilindri da 1000 cm³, con i cilindri disposti in quattro file composte da quattro cilindri ciascuna. Ha un totale di 80 valvole (5 valvole per cilindro) e utilizza due alberi a gomiti, a differenza del W16 progettato dalla Volkswagen. Secondo quanto dichiarato, il motore produce una potenza di 560 CV (417 kW) a 10000 giri/min e 432 Nm di coppia.